# ハービー・ブラッシュ
ハービー・ブラッシュ（Herbie Blash、1948年9月30日 - ）は、イギリス出身の自動車実業家。フォーミュラ1（F1）の運営組織やF1チームのブラバムで首脳を務めていたことで知られるほか、ヤマハ発動機（ヤマハ）のスポーティングディレクターやコンサルタントとして30年以上に渡って同社のモータースポーツ事業に関与している。
「ハービー」は通称で、本名はマイケル・ブラッシュ（Michael Blash）だが、その名では知られていない（詳細は別記）。

## 経歴
8歳の頃、小学校の授業でシェルの古いモータースポーツドキュメンタリーを観る機会があり、タツィオ・ヌヴォラーリらの走りに接したことでレースのことが気に入った。また、テレビでスクランブルレース（後の言葉では「モトクロス」）を好んで観ていた。
12歳の頃には農場の敷地内でトラクターや、フォード・ポピュラー（1950年代にイギリス・フォードが販売していた大衆車）、トライトンのオートバイといった乗り物を乗り回すようになり、機械関係に関心を持つようになった。

### 初期の経歴
キャリアの初期に、ブラッシュは以下の3チームを渡り歩いた。
- ロブ・ウォーカー

16歳の時（1964年頃）にロブ・ウォーカーにガレージの下働きとして雇われた。その仕事は乗用車の手入れを任せるというものだったが、そのガレージではRRCウォーカー・レーシングのレーシングカーの作業も行われており、ほどなく、ブラッシュはその作業に雑用係として携わるようになり、これがレースキャリアの始まりとなる。
1968年に、他のメカニックの不注意から、ロブ・ウォーカーのファクトリーを全焼させる火事が起きた。当時のロブ・ウォーカーはロータス・49を走らせてフォーミュラ1（F1）に参戦していたことから、火災後にチーム・ロータスから部品を調達し直すためのやり取りが増え、運搬車の運転を任されていたブラッシュはロータスのメンバーたちと知り合い、同年末にはロータスでフルタイムで雇われることになった。
- ロータス

1969年、ブラッシュはロータスに雇われて早々、F1のチーム・ロータスに配属され、ヨッヘン・リントのナンバー2メカニックを任された（ナンバー1はエディ・デニス）。同年のスペインGPで負傷したリントが欠場した際、次のモナコGPでは、グラハム・ヒルの担当も臨時で任された。
ブラッシュがリントのマネージャーだったバーニー・エクレストンと知り合ったのはこの時期で、1970年のイタリアGPでリントが死去した際、他のチームメンバーは帰国していく中、チャップマンに遺品整理を命じられたブラッシュはイタリアに残され、エクレストンと共に遺品の整理を行い、リントの自家用車をスイスの自宅まで運んだ。エクレストンとは年齢も立場も大きな隔たりがあったが（エクレストンのほうが18歳年長）、この一件はエクレストンとの関係を縮める転機ともなった。
1971年にはロータスのチームマネージャーを務めた。
- フランク・ウィリアムズ・レーシングカーズ

1971年もしくは1972年、フランク・ウィリアムズのフランク・ウィリアムズ・レーシングカーズに移籍する同僚に誘われ、ブラッシュもウィリアムズのチームに移籍することにした。
しかし、ほどなくエクレストンからブラバムに誘われ、当時のブラッシュが夢見ていたF2チーム運営を任されるチャンスがあったことから、ウィリアムズからは短期で離脱した。最初にブラバムに所属した時は前オーナーのロン・トーラナックが技術部門の責任者として在籍を続けており、ブラッシュはうまく折り合えなかったことから、ウィリアムズのチームに一度戻ったが、トーラナックはブラバムを去ったため、ブラッシュは再びブラバムに移った。

### ブラバム
1971年末にエクレストンがブラバムを買収した際、メンバーにすべく最初に声をかけた相手はブラッシュだった。ブラバム参画以降、ブラッシュは、自身の信頼のおける友人たちに声を掛けていき、チャーリー・ホワイティングをはじめとする後にエクレストンの下でFOCAやFOMの要職に就く人物たちの多くを集めた。

#### チームマネージャー
1973年、エクレストンがオーナーとなったブラバムにチームマネージャーとして（再）加入した。ブラッシュは、1987年末まで同職を務めることになる。
エクレストンはふだんは自身のビジネスがあるため、チームの作業場には週末の金曜日くらいにしか顔を出さず、ブラッシュはチーム運営の実務全般を任された。トーラナックが去った後のブラバムでは、ラルフ・ベラミー、次いでゴードン・マレーによって新たな技術基盤が確立していった。
1978年にチャーリー・ホワイティングをメカニックとして雇い、以前から友人だったから声を掛けたものだが、これがホワイティングとの協働の始まりとなる。
同年には、以前からブラッシュが目を付けていたネルソン・ピケと翌1979年シーズンからの契約を結ぶことが決まり（経緯は別記）、エクレストン、ブラッシュ、ホワイティング、マレー、ピケがそろったブラバムは、1980年代前半にタイトルを複数獲得する黄金期を迎えた。
しかし、この頃になると、エクレストンの関心はFOCA会長としてF1の商業面を取り仕切る仕事のほうに完全に移ってしまい、ブラバムへの関心は薄れていき、チームは1987年でF1参戦を終了し、ブラッシュもチームを去った。

#### チーム代表
1988年、エクレストンはブラバムをウォルター・ブルンに売却し、ブルンはすぐにチームをスイスの投資家ヨアヒム・ルーティに売却した。
この年のブラッシュはエクレストンからFOCAのテレビ部門を任されていたが、各国から中継するための放送衛星の予約手続きであるとか、全くの素人であることからあまりにも畑違いの仕事に閉口しており、折良くルーティからブラバムの立て直しを要請されたことでその仕事を引き受けることを即決した。
1989年にブラバムはF1に復帰し、ブラッシュはスポーティングディレクター（チーム代表）としてチームを率いた。シーズン序盤は好調だったが、ルーティの持つ為替投資会社に資本を預けた投資家たちが横領容疑でルーティを告発、使途不明の約110億円をブラバムの買収に使用した容疑を掛けられた。ルーティは9月に逮捕され、経営する投資信託会社は倒産。これによりチームを維持することそのものに大きな困難を抱えることになり、その年の内にチーム売却を余儀なくされる。その交渉相手の一つがミドルブリッジ・グループで、その売却交渉はブラッシュとエクレストンで行った。

### ヤマハ

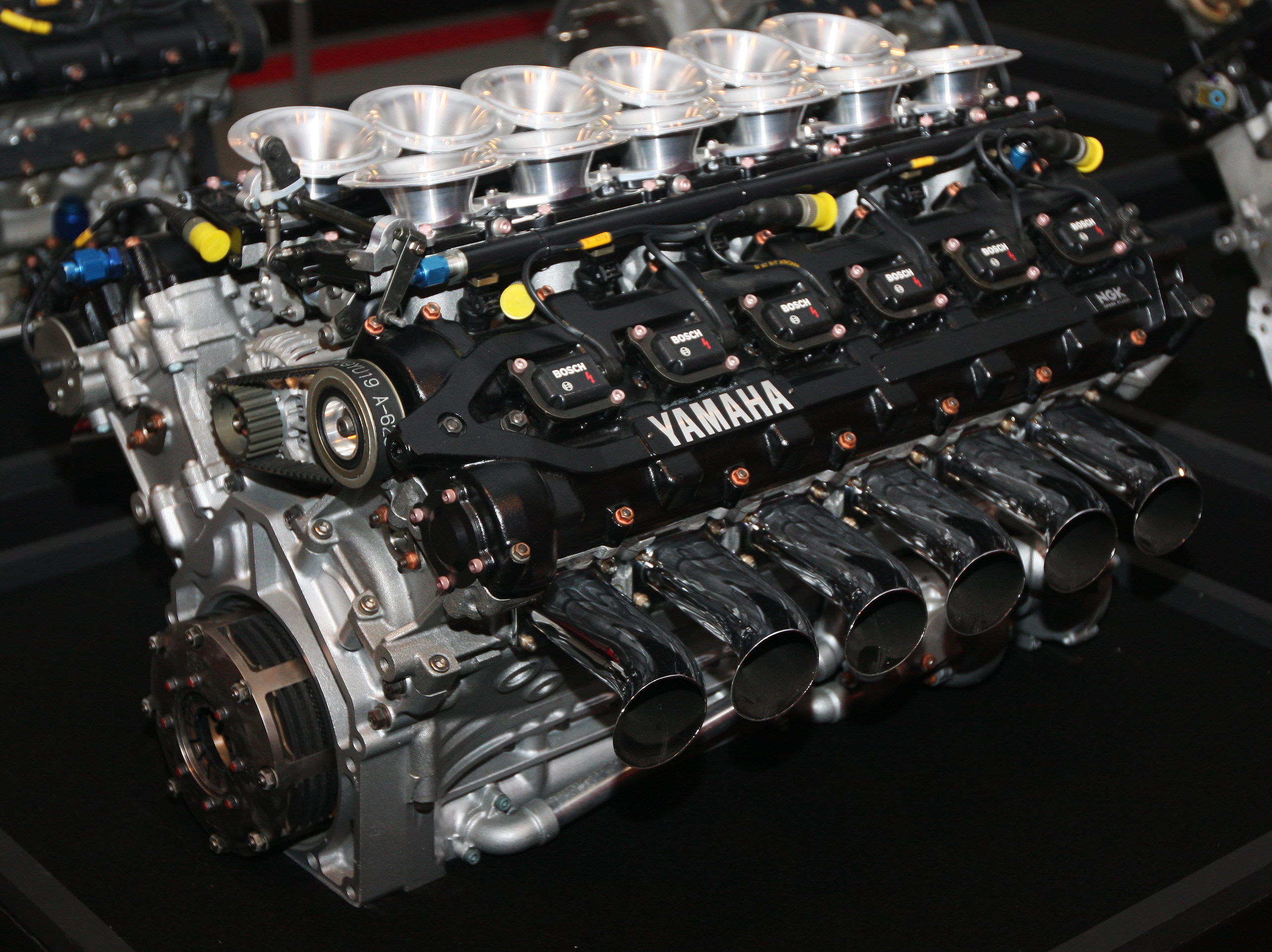
ヤマハ・OX99エンジン（1991年）。先代のV8のOX88は燃料噴射に問題があり、ブラッシュはボッシュなどの主流の装置を使っていれば良いエンジンになっていたかもしれないと述べており、このOX99エンジンでは採用されている。

ヤマハ発動機（ヤマハ）は1989年にF1でエンジンサプライヤーとして活動を始めたが、同年の戦績は惨憺たるものとなり、供給先のザクスピードはF1から撤退してしまい、ヤマハはエンジンの供給先を失っていた。
同じ1989年、ブラバムのオーナーはミドルブリッジに変わったが、ブラッシュは引き続きチーム代表を任されていた。同年末、ヤマハがエンジンの供給先を探していることを知ったブラッシュは、チームが資金繰りに困難を抱えていた時期だったこともあって無償エンジンを手に入れられるその話に飛びつき、ヤマハとの交渉を始めた。この時点でヤマハはF1エンジンを基本コンセプトから見直そうとしており、エンジン形式も決まっておらず、そこで「V型12気筒エンジン」の開発を提案したのは自分だとブラッシュは述べている。
1990年5月のサンマリノGPに際して、ブラバムとヤマハは翌シーズンからのエンジン供給契約（3年契約）を結んだことを発表した。
ブラッシュが提案したV12エンジンは実戦では不発となり、複数年契約だったブラバムとヤマハの関係は1年限りで解消されることになった。しかし、ブラッシュにとってはこれが縁となり、1992年途中にブラバムが解散した後、ヤマハにスポーティングディレクターとして移籍し、ジョーダン・グランプリやティレルへのエンジン供給にあたって関係構築を担う役割を果たした。
ミドルブリッジはブラバムのファクトリーをミルトン・キーンズに移すことにしたため、ヤマハは空き家となったイギリス・チェシントンに所在する旧ブラバムのファクトリーを買い取り、そこに研究開発のための子会社としてアクティバ・テクノロジー社を設立し、ブラッシュはその経営を任された。ブラッシュはエンジンビルダーとして知られるジョン・ジャッドとヤマハを引き合わせ、1993年からはヤマハとジャッドが共同開発したV型10気筒エンジンがF1において5シーズンに渡って供給されるようになった。
1990年代半ばのこの時期、ブラッシュは、ヤマハのスポーティングディレクター、アクティバの経営者、FIAの副レースディレクターという3つの仕事を兼業した。
ヤマハが1997年限りでF1から撤退した後も、ブラッシュは同社の2輪レース活動で関与を続けている。

### FIA
1996年、原子力潜水艦の艦長という異色の前歴を持つロジャー・レーン＝ノットがF1のレースディレクターに就任し、（F1の熱心なファンではあったものの）レース運営は未経験の人物ということで、ブラッシュはエクレストンから彼の補佐を頼まれた。前述したようにこの時点でヤマハとアクティバの仕事をしていたため、ブラッシュはこの仕事を引き受けることを渋ったが、エクレストンから兼業して構わないと説得され、F1の副レースディレクター（FIA Race Director advisor）に就任した。
レーン＝ノットが1年で退任した後、当時のFIA会長でエクレストンの盟友であるマックス・モズレーの推薦でチャーリー・ホワイティングが後任に任命された。ブラッシュはレースディレクターとしては新任のホワイティングの補佐をするよう再び依頼され、引き続き副レースディレクターを務めることになった。この仕事は1年のみという話だったが、ブラッシュは定着し、ブラッシュはホワイティングと相互補完の関係でレース運営の仕事をするようになり、結果として2016年までの長期間に渡って同職を務めた。
これほどの長期に渡って続けることになったのは、「楽しかったからだ」とブラッシュは述懐している。
2016年限りでF1の仕事から退任した後は、レースディレクターとしての仕事は、以前から任されていたポルシェ・スーパーカップのほか、2輪のスーパーバイク世界選手権でも務めるようになった。
2019年春、ホワイティングが急死したことを受け、F1のレースディレクターの職責はマイケル・マシに引き継がれた。マシは特に問題なくその任をこなしていたが、2021年シーズンの最終戦アブダビGPでマシが下した判断が大きな論議を呼び、その騒動によってマシは退任することになり、レースディレクターは複数名が担当する体制に変わることになった。それに伴って復帰を要請されたブラッシュは、2022年からF1でシニアアドバイザーを務めている（スーパーバイク世界選手権などの仕事と兼務）。これはレースディレクターに助言などのサポートを与える役割となる。

## 人物

### 「ハービー」
ブラッシュの本名は「マイケル」であり、「ハービー」の由来となるような名前ではない。
「ハービー」というあだ名は、ロブ・ウォーカー・レーシング（RRCウォーカー・レーシング）で見習いメカニックをしていた頃にチームのチーフメカニックだったトニー・クレバリー（Tony Cleverly）が、ブラッシュのことをなぜかそう呼んだことから始まった。
1968年にチーム・ロータスに移籍した際にそのあだ名を返上する機会があったが、ある日、同僚とパブに行った際にダーツが始まり、ブラッシュの名はスコアボードに「ハーバート（Herbert）」と記入された。ブラッシュは抗議したが、それが裏目となり、ブラッシュのあだ名はロータスでも「ハービー」で定着し、以降、ブラッシュはレース関係者から「ハービー」と呼ばれるようになった。
ブラッシュはその後も不服だったのだが、後年、バーニー・エクレストンから「HER 8」と書かれたナンバープレートをプレゼントされたことで受け入れる気になったという。
家族など、レース関係者以外からは「マイケル」と呼ばれている。

### エピソード

#### ロータス関連
- ブラッシュは、ロブ・ウォーカーの下で働き始めるまで、現地で自動車レースを観たことはなかった[3]。最初に自動車レースを観たのは1964年か1965年で、ウォーカーの仕事で行ったグッドウッド・サーキットでのことだった[3][4]。そこでF1のロータス・25から市販車のロータス・コルティナまで、あらゆる種類のロータスを駆って同日のあらゆるクラスのレースで勝利したジム・クラークの走りに魅せられ、その印象はその後も揺るがず、自分が見た中でクラークが史上最高のドライバーだと2021年のインタビューで回想している[3]。この時の体験から、いつかロータスで働いてみたいとも考えるようになった[4]。
- ロータスを去った経緯について、リントの死後にロータスの全員にストライキを起こさせようとしたであるとか、それでコーリン・チャップマンと喧嘩別れすることになったであるとか、インターネット上の略歴でしばしば記載されているが、ブラッシュはそれらの記述を根も葉もない話だと否定している[3]。ロータス時代にチャップマンとは衝突したこと自体ほとんどなく、仕事上のミスでチャップマンを怒らせたことが何度かある程度だと語っている[3]。

#### ブラバム関連
- ブラバムを買収した当初から、エクレストンはブラッシュに日常のチーム運営を全て任せており、チェシントンの作業場を訪れるのは週に1回だけだった[3]。その際、エクレストンが発見した不手際について、誰かがトイレの電気を消し忘れていたといったことまで、全ての責任をブラッシュは負ってエクレストンの怒号を浴びた[3]。
- 1974年、ブラジリア・サーキット（現在のネルソン・ピケ・サーキット）でF1のノンチャンピオンシップレースが開催された際、無名のネルソン・ピケは各チームに下働きでいいから働かせてくれと言って回り、その願いを唯一快諾したのがブラッシュとゴードン・マレーで、会期中のブラバムガレージの夜間警備を任せた[17][5]。ピケはそのことを後々まで忘れず、いつかブラバムで走りたいと心に決め、ブラッシュらブラバムの首脳もピケが1977年にヨーロッパF3に進出したことでその走りに早くから注目するようになった[17]。ピケが1978年イギリスグランプリ（英語版）（ブランズ・ハッチ）のF3サポートレースに出走し、スタート直後の多重クラッシュに巻き込まれて車を壊した時は、ブラバムチームが一丸となって手助けし、リスタートにスペアカーを間に合わせた[17]。その2週間後にエンサインからF1にデビューしたピケはトラブルでリタイアしたが、その走りはエクレストンの目にも留まり、翌1979年シーズンのブラバムで走らせることがすぐに決まった[17]（1978年最終戦カナダGPでもスポット起用）。
- エクレストン時代（1980年頃）に考案されたブラバムのロゴマークに描かれた架空の生物「ヒッシング・シド（Hissing Sid）」は、ブラッシュ、エクレストン、マレーによって、チェシントンのファクトリー脇にあるパブで考案された[18][5]。「エンブレムには何か好きな動物を入れよう」ということで、トラの頭（顎）、コブラの毒牙、相手を絞め殺すニシキヘビの胴、猛毒を持つサソリの毒針、というそれぞれの動物の必殺の武器で構成されており、ライバルチームを必殺の武器で仕留めるという意気込みが込められている[18]。
- 1989年にブラバムへ加入したマーティン・ブランドルは翌1990年も契約更新していたが、ルーティの逮捕による混乱と資金繰り悪化により給与未払いとなった状況に嫌気がさしチームから離脱したが[19]、1年後にブラッシュにより現場が指揮される体制が確認されたため、ブラバムと再契約しF1に復帰する。経緯を、「僕が去った時とは全く別のチームと言えた。名前は同じブラバムだったけど完全に変わっていた。信頼できるハービー・ブラッシュがこれまで以上に権限を持って現場を指揮するというのが大きかった。」とその信頼度を述べている[20]。
- ブラバムでチーム代表を務めた際のオーナー[注釈 5]について、「あれほどの変人には、今まで一度も出会ったためしがない」と述べ、ヤマハがチームの買収を提案し、かなりの額を提示した際も首を縦に振らず、結果的にチームを解散の憂き目にあわせたと述べている[10]。

#### レースディレクター関連
- 1996年と1997年のF1において、ブラッシュはヤマハのスポーティングディレクターという参加者としての立場と、FIAの副レースディレクターという運営側の立場を兼ねていたが、不公正なことをするような人物ではないという信用を得ていたため、そのことについて他チームでも文句を言う人間は一人もいなかった[4]。ブラッシュも文句を言う人間が出ないよう心掛けたと述べている[4]。エクレストンからはスターターになることも要請されたが、（ブラックアウトのタイミングを教えるなどの不正ができてしまう）その役目は断り、チャーリー・ホワイティングが引き受けることになった[4]。
- メカニック時代、コーリン・チャップマンによって昼夜を問わず働かされていたが、レースディレクターの業務をするようになってから、そうした働き方は良くないということで、ホワイティングとともに各チームがサーキットで夜間に作業をすることを禁止する規定を設けた[4]（2011年から施行[21]）。この規定はよく機能したものの、レースディレクターについては範囲に入れなかったため、朝はチームのスタッフが作業開始時間までサーキット外で待機している中、自分たちが最初にサーキット入りして仕事を始め、夜はピットガレージに誰もいなくなったサーキットで仕事を続けて最後に出ていくことになり（メカニック時代と変わらず長時間働くことになり）、この点は失敗だったと述べている[4]。

#### その他
- グラハム・ヒルとデイモン・ヒル（1992年にブラバム、1997年にアロウズ・ヤマハに所属）の親子の両方とF1で仕事を共にした[4]。どちらが優れていたか問われて、時代が違いすぎるとして両者の比較は拒否し、それぞれの優れた点を挙げている[4]。

## 栄転
- 名誉博士（チチェスター大学（英語版））[3]